# Theodor Schwenk
Theodor Schwenk (* 8. Oktober 1910 in Schwäbisch Gmünd; † 29. September 1986 in Filderstadt) war ein deutscher Ingenieur und Begründer der „anthroposophisch erweiterten Strömungs- und Wasserforschung“.

## Leben und Schaffen
Als Sohn eines Physik- und Maschinenbaulehrers studierte Schwenk in Stuttgart Maschinenbau. Mit der Anthroposophie kam er über einen Kontakt seines Vaters mit dem Anthroposophen und Chemiker Wilhelm Pelikan in Berührung. 1937 erhielt er eine Assistentenstelle an der Aerodynamischen Versuchsanstalt in Göttingen. 1938 heiratete er die Gmünderin Else Grimminger; aus der Ehe gingen vier Kinder hervor. 1946 nahm er eine Stelle als wissenschaftlicher Mitarbeiter bei der Weleda AG in Schwäbisch Gmünd an.
Schwenk entwickelte die bildschaffenden Methoden Lili Koliskos weiter (Steigbildmethode und Wachstumsversuche mit Weizenkeimen in potenzierten Lösungen) und untersuchte Einflüsse der Planetenkonstellationen auf reines Wasser. Aus dieser Arbeit gingen sein Buch Das sensible Chaos und die pseudowissenschaftliche Tropfbildmethode hervor, bei der in regelmäßigen Abständen Tropfen destillierten Wassers in eine Wasserprobe fallen. Die dabei entstehenden Strömungsformen werden photographiert und ausgewertet.
Nach 1960 baute er das Institut für Strömungswissenschaften in Herrischried auf, das er bis 1976 leitete.

## Werke (Auswahl)
- Grundlagen der Potenzforschung. Weleda Verlag, Schwäbisch Gmünd 1954
- Das sensible Chaos. Strömendes Formenschaffen in Wasser und Luft. Freies Geistesleben, Stuttgart 1962; 10. A. 2003, ISBN 3-7725-0571-6
- Bewegungsformen des Wassers. Nachweis feiner Qualitätsunterschiede mit der Tropfenbild-Methode. Freies Geistesleben, Stuttgart 1967
- Das Wasser, Herausforderung an das moderne Bewusstsein. Verein für Bewegungsforschung, Herrischried 1985, ISBN 3-931719-00-6 (7 Vorträge plus Bibliographie)